# Плотина Беннетта
Плотина Беннетта (англ. W. A. C. Bennett Dam) — крупная гидроэлектростанция на реке Пис-Ривер на севере Британской Колумбии, Канада. Расположена в 19 км к западу от Хадсонс-Хоупа и в 85 км к северо-западу от Четвинда. Названа в честь 25-го премьер-министра Британской Колумбии Уильяма Беннетта. Введена в эксплуатацию в 1968 году. Во время проектирования и строительства носила название «Portage Mountain Development».
Комплекс состоит из земляной плотины и подземной генераторной станции. Разлив Пис-Ривер образовал озеро Уиллистон. Электростанция имени Гордона М. Шрама способна вырабатывать до 2917 МВт электроэнергии и является одной из крупнейших в Канаде.

## Экскурсионный центр
Непосредственно на плотине расположен экскурсионный центр, откуда открывается вид за водохранилище. В центре проводятся выставки, посвящённые плотине, гидроэнергетике, истории и природе территории, имеются видеозал и кафе.

## История
Строительство плотины на реке Пис-Ривер было предложено «Электрической компанией Британской Колумбии» (современное название — «BC Hydro») около полувека назад. К 1963 году компания получила необходимые разрешения, подготовила проектную документацию и начала подготовительные работы. Однако перед самым началом строительства компания перешла в собственность провинции. Несколько высших должностных лиц компании покинули свои посты, и строительство продолжилось под руководством нового менеджмента.
Завершенный комплекс вступил в строй в конце 1960-х, и с тех пор обеспечивает электроэнергией Британскую Колумбию и частично Ванкувер с окрестностями. При заполнении водохранилища были затоплены долины рек Финли и Пис-Ривер, что сделало его самым крупным из искусственных озёр в мире. Но для людей, живших в долинах этих рек, затопление родных земель стало трагедией.
Строительство гидроэлектростанции на реке Пис-Ривер было крупнейшим гидротехническим проектом своего времени. На возведении комплекса были заняты тысячи рабочих, и последующие сорок лет в Британской Колумбии наблюдался стремительный рост промышленного производства.

## Влияние на местное население
Затопление долин рек Финли и Пис-Ривер стало трагедией для местного населения.
Племя Ингеника (секани), состоящее из 125 семей, было вынуждено переменить место обитания, переместившись на несколько сотен километров южнее в резервацию поблизости от быстро растущего шахтерского города Маккензи. В целом племя получило компенсацию в размере 35000 долларов.
Переселение стало для секани катастрофой. Многие не говорили по-английски. Через несколько лет они исчезли. Многие вернулись обратно к Ингеника-Пойнт — низким утёсам, возвышающимся над водой, скрывшей их родные земли. Здесь они прожили следующие 20 лет, пока не были вновь обнаружены представителями правительства. Министр Стефен Роджерс охарактеризовал их существование как «примитивнейшим из всех, что я видел». Очень многие окончили жизнь на улицах Принц-Джорджа и Ванкувера, и мало кто из них прожил долгую жизнь. Секани получили дополнительную компенсацию осенью 2006 года.
В октябре 2008 года индейцы куадача пришли к соглашению с правительством Британской Колумбии и «BC Hydro» по вопросу возмещения ущерба от строительства плотины. Компенсация включала единовременную выплату 15 млн долларов и ежегодные выплаты в размере 1,6 млн долларов с поправкой на инфляцию.

## Статистика
- Местоположение: 56°01′05″ с. ш. 122°12′24″ з. д.HGЯO
- Высота места: 660 м над уровнем моря
- Высота плотины: 186 м
- Длина: 2068 м
- Электростанция имени Гордона М. Шрама
  - 10 генераторов: 5×275 МВт, 2×306 МВт, 3×310 МВт
  - Общая мощность 2917 МВт
  - Годовая выработка: 13100 ГВт•ч.